# 贾思同
贾思同（？—540年），字士明，齐郡益都县（今山东省寿光市南）人，中国南北朝北魏学者，贾思伯之弟。
贾思同年少立志行，喜好经史，和哥哥贾思伯被乡里所重。初任彭城王国侍郎。魏孝庄帝时，为襄州刺史。在任虽无明察之举，百姓得以安定。北海王元颢之乱时，坚守不降。孝庄帝还宫，封他为营陵县男，加车骑大将军。东魏时，与韩子熙并为侍讲，为魏孝静帝讲授《杜氏春秋》。历任黄门侍郎，加散骑常侍，兼七兵尚书，拜侍中。当时国子博士卫冀隆精通服氏之学，上书发难《杜氏春秋》六十三事，贾思同驳卫冀隆乖错之处十一条。互相是非，积成十卷。此为当时南北经学的主要分歧之一。贾思同卒。谥文献。